# وينستون باركس
وينستون باركس (بالإسبانية: Winston Parks)‏ (مواليد 12 أكتوبر 1981) هو لاعب كرة قدم. يلعب مع منتخب كوستاريكا لكرة القدم. سبق له أن لعب في كأس العالم لكرة القدم مع منتخب بلاده.

## روابط خارجية
- وينستون باركس على موقع الاتحاد الدولي (مؤرشف)  (الإنجليزية)
- وينستون باركس على موقع قاعدة بيانات كرة القدم.إي يو (الإنجليزية)
- وينستون باركس على موقع ناشيونال فوتبول تيمز (الإنجليزية)
- وينستون باركس على موقع Soccerway.com (الإنجليزية)
- وينستون باركس على موقع عالم كرة القدم.نت (الإنجليزية)
- وينستون باركس على موقع كووورة